# Teijo Nationalpark
Teijo Nationalpark (finsk: Teijon kansallispuisto, svensk: Tykö nationalpark) er en nationalpark i landskabet Egentliga Finland i Finland i Perniö- området i Salo kommune. Parken blev etableret den 1. januar 2015 og dækker et areal på 34 km². Denadministreres af den finsk skovstyrelse Metsähallitus.
I nationalparken findes naturtypen lavmose, som er en slags kær, der næsten er forsvundet i det sydlige Finland. Skovene er hovedsageligt unge plantede fyrreskove. Parken er også hjemsted for flere arter af ferskvandsfisk, og ynglende fugle bl.a. canadagæs, traner, tinksmed og skovhøns; samt pattedyr, såsom elge og hjorte.
Der er cirka 50 kilometer afmærkede stier i parken, inklusive 3 kilometer stier til fysisk handicappede.
I nationalparken findes også historiske industriområder, som det tidligere jernværksområde i Kirjakkala. Jernværkerne indeholder mange bjælkehuse fra 1800-tallet, som er blevet renoveret til deres oprindelige tilstand.